# Ronit Palache
Ronit Palache (Amsterdam, 3 juli 1984) is een Nederlandse schrijfster van Joodse afkomst.

## Levensloop
Ronit Palache zat op de basisschool Rosj Pina en op het Maimonides Lyceum in Amsterdam. Daarna studeerde ze journalistiek aan de Hogeschool Utrecht. Na haar studie werkte ze als journalist bij Elsevier Weekblad en schreef ze voor het Nieuw Israëlietisch Weekblad. Daarnaast was ze werkzaam als redacteur voor het radioprogramma Šimek ’s Nachts.
Van 2010 tot 2019 was Palache werkzaam bij uitgeverij Prometheus. Bij Prometheus gaf ze leiding aan de afdeling publiciteit en was ze actief als redacteur en Foreign Rights Manager. Over haar tijd bij de uitgeverij schreef ze in 2022 een betoog voor de Volkskrant. Ze omschreef de werkcultuur bij Prometheus als ongezond en er zou sprake zijn van een angstcultuur. Ze schreef onder meer dat de directeur vernederend en onbeschoft gedrag vertoonde. Zo zou hij werknemers uitschelden en seksistische opmerkingen hebben gemaakt. Palache omschreef het als ‘seksloos machtsmisbruik’. Als reactie hierop werd de hashtag ‘BangVoorDeBaas’ door Palache op Twitter geïntroduceerd.
Na haar loopbaan bij uitgeverij Prometheus ging ze aan het werk als freelancer voor de programma's Pauw en Op1. Palache had samen met Corine Koole in de Rode Hoed een interviewshow genaamd ‘Onbekend Bemind’ waarin ze in gesprek ging met onbekende Nederlanders. Samen met Koole maakte ze tevens de podcast ‘Taboe’.
In 2021 werkte ze aan een promotieonderzoek over religieverlaters van Joodse, christelijke en islamitische signatuur. In november 2022 maakte ze samen met Lale Gül de podcastserie ‘Van God Los’ over geloofsverlaters. Palache komt zelf uit een sefardisch joodse familie en is traditioneel joods opgevoed, maar zegde haar lidmaatschap van de Portugees-Israëlietische Gemeente op. Ze sprak haar weerstand uit tegen de weigering van deze gemeente om Spinoza te rehabiliteren na de banvloek uit 1656 en organiseerde daar een symposium over in 2015. Over de joodse identiteit schreef ze in 2016 het boek Ontroerende Onzin, de joodse identiteit in het Nederland van nu.
Voor het boek In Birkenau (2023) dat het verhaal vertelt van Roosje de Winter-Levy schreef Palache het voorwoord en interviewde ze de kleinkinderen van De Winter-Levy.

## Persoonlijk
De vader van Palache is gepromoveerd biochemicus, haar overgrootvader was hoogleraar Juda Lion Palache. De familie stamt af van Samuel Pallache (1550 - 1616), die in 1608 als gezant van de Marokkaanse sultan naar Nederland kwam.

## Werken

### Eigen werk
- Ontroerende Onzin, de joodse identiteit in het Nederland van nu (Uitgeverij Prometheus, 2016)

### Als samensteller van bloemlezingen
- Samenstelling van Bange mensen stellen geen vragen van Renate Rubinstein voor de reeks ‘Privé-domein’ (Arbeiderspers, 2020)
- Samenstelling van Ik heb niets tegen antisemieten, ik lééf ervan van Ischa Meijer voor de reeks ‘Privé-domein’ (Arbeiderspers, 2020)
- Samenstelling van Elk boek is een gevaar van Andreas Burnier voor de reeks ‘Privé-domein’ (Arbeiderspers, 2022)